# Chris Bunch
Christopher (Chris) Renshaw Bunch (geboren am 22. Dezember 1943 in Fresno, Kalifornien; gestorben am 4. Juli 2005 in Ilwaco, Washington) war ein amerikanischer Science-Fiction- und Fantasy-Autor.

## Leben
Bunch kämpfte als Mitglied der Long-range reconnaissance patrol, einer Spezialeinheit für Erkundungseinsätze, im Vietnamkrieg und wurde für seine Leistungen dekoriert. Nach seiner Rückkehr aus Vietnam wurde er engagiertes Mitglied der Antikriegsbewegung der späten 1960er. Bunch arbeitete in der Folge als Journalist, schrieb für die Musikzeitschrift Rolling Stone und für Stars and Stripes, und war zusammen mit Allan Cole, einem langjährigen Freund, Autor von über 100 Drehbüchern, darunter für Episoden von Serien wie  Quincy, The Incredible Hulk, Magnum und Walker, Texas Ranger.
Als Romanautor arbeitete Bunch zunächst ausschließlich mit Cole zusammen. Das erste gemeinsame Werk war der Romanzyklus der Sten-Chroniken, deren erster Band 1982 erschien. Eine weitere Gemeinschaftsarbeit mit Cole war der Fantasy-Zyklus Die fernen Königreiche. Der zweite Band der Trilogie wurde für den Locus Award und den James Tiptree Jr Memorial Award nominiert. 1995 beendeten Bunch und Cole nach einem Zerwürfnis ihre Zusammenarbeit. Die Science-Fiction von Bunch ist großenteils dem Subgenre der Military-Space-Opera zuzurechnen.
Bunch starb 2005 im Alter von 61 Jahren an einer Lungenerkrankung.

## Bibliografie
Sten / Die Sten-Chroniken (mit Allan Cole)
- 1 Sten (1982)
  - Deutsch: Stern der Rebellen. Übersetzt von Gerald Jung. Goldmann-Taschenbuch #25000, 1996, ISBN 3-442-25000-5.
- 2 The Wolf Worlds (1984)
  - Deutsch: Kreuzfeuer. Übersetzt von Gerald Jung. Goldmann-Taschenbuch #25001, 1996, ISBN 3-442-25001-3.
- 3 The Court of a Thousand Suns (1985)
  - Deutsch: Das Tahn-Kommando. Übersetzt von Gerald Jung. Goldmann-Taschenbuch #25002, 1996, ISBN 3-442-25002-1.
- 4 Fleet of the Damned (1988)
  - Deutsch: Division der Verlorenen. Übersetzt von Gerald Jung. Goldmann-Taschenbuch #25003, 1996, ISBN 3-442-25003-X.
- 5 Revenge of the Damned (1989)
  - Deutsch: Feindgebiet. Übersetzt von Gerald Jung. Goldmann-Taschenbuch #25004, 1996, ISBN 3-442-25004-8.
- 6 The Return of the Emperor (1990)
  - Deutsch: Morituri – die Todgeweihten. Übersetzt von Gerald Jung. Goldmann-Taschenbuch #25005, 1997, ISBN 3-442-25005-6.
- 7 Vortex (1992)
  - Deutsch: Vortex – Zone der Verräter. Übersetzt von Gerald Jung. Goldmann-Taschenbuch #25006, 1997, ISBN 3-442-25006-4.
- 8 Empire’s End (1993)
  - Deutsch: Tod eines Unsterblichen. Übersetzt von Gerald Jung. Goldmann-Taschenbuch #25007, 1997, ISBN 3-442-25007-2.
- Battlecry (Sammelausgabe von 1–3; 2010; auch: The Sten Omnibus #1, 2016)
- Juggernaut: Sten Omnibus 2 (Sammelausgabe von 4–6; 2012; auch: The Sten Omnibus #2, 2016)
- Death Match: Sten Omnibus 3 (Sammelausgabe von 7 und 8; 2012; auch: The Sten Omnibus #3: Vortex / Empire’s End, 2017)

Anteros – Far Kingdoms / Die fernen Königreiche (Romane, mit Allan Cole)
- 1 The Far Kingdoms (1993)
  - Deutsch: Die fernen Königreiche. Übersetzt von Jörn Ingwersen. Goldmann-Taschenbuch #24608, 1994, ISBN 3-442-24608-3.
- 2 The Warrior’s Tale (1993)
  - Deutsch: Das Reich der Kriegerinnen. Übersetzt von Jörn Ingwersen. Goldmann-Taschenbuch #24609, 1995, ISBN 3-442-24609-1.
- 3 Kingdoms of the Night (1995)
  - Deutsch: Das Reich der Finsternis. Übersetzt von Jörn Ingwersen. Goldmann-Taschenbuch #24610, 1996, ISBN 3-442-24610-5.

The Shannon Family Saga (Romane, mit Allan Cole)
- 1 A Daughter of Liberty (1993)
- 2 A Reckoning for Kings: A Novel of the Tet Offensive (1987)
- 3 The Wars of the Shannons (2009)

Shadow Warrior / Der Schattenjäger (Romane)
- 1 The Wind After Time (1996)
  - Deutsch: Der Stein der Lumina. Übersetzt von Wolfgang Thon. Goldmann #25022, München 1997, ISBN 3-442-25022-6.
- 2 Hunt the Heavens (1996)
  - Deutsch: Die Wächter der Lumina. Übersetzt von Wolfgang Thon. Goldmann #25023, München 1998, ISBN 3-442-25023-4.
- 3 The Darkness of God (1997; auch: Darkness of God, 2003)
  - Deutsch: Der Herr der Lumina. Übersetzt von Wolfgang Thon. Goldmann #25021, München 1998, ISBN 3-442-25021-8.
- Shadow Warrior (2003, Sammelausgabe)

Seer King / Der Magier von Numantia (Romane)
- 1 The Seer King (1997)
  - Deutsch: Der dunkle Thron. Übersetzt von Bernhard Schmid. Goldmann (Blanvalet Fantasy #24899), 1999, ISBN 3-442-24899-X.
- 2 The Demon King (1998)
  - Deutsch: Der Preis der Macht. Übersetzt von Bernhard Schmid. Goldmann #24900, 2000, ISBN 3-442-24900-7.
- 3 The Warrior King (1999)
  - Deutsch: Fluch der Wiederkehr. Übersetzt von Bernhard Schmid. Goldmann #24901, 2000, ISBN 3-442-24901-5.

Last Legion / Die verlorene Legion (Romane)
- 1 The Last Legion (1999)
  - Deutsch: Die Rekruten. Übersetzt von Bernhard Kempen. Blanvalet Taschenbuch #24331, 2005, ISBN 3-442-24331-9.
- 2 Firemask (2000)
  - Deutsch: Feuersturm. Übersetzt von Bernhard Kempen. Blanvalet Taschenbuch #24332, 2005, ISBN 3-442-24332-7.
- 3 Storm Force (2000)
  - Deutsch: Feindesland. Übersetzt von Bernhard Kempen. Blanvalet Taschenbuch #24333, 2006, ISBN 3-442-24333-5.
- 4 Homefall (2001)
  - Deutsch: Heimkehr. Übersetzt von Bernhard Kempen. Blanvalet Taschenbuch #24334, 2008, ISBN 978-3-442-24334-1.

Dragonmaster / Die Drachenkrieger (Romane)
- 1 Storm of Wings (2002; auch: Dragonmaster, 2005)
  - Deutsch: Herrscher der Lüfte. Übersetzt von Wolfgang Thon. Blanvalet #24197, München 2004, ISBN 3-442-24197-9.
- 2 Knighthood of the Dragon (2003)
  - Deutsch: Dunkle Schwingen. Übersetzt von Wolfgang Thon. Blanvalet #24198, München 2005, ISBN 3-442-24198-7.
- 3 The Last Battle (2004)
  - Deutsch: Dämonenfänge. Übersetzt von Wolfgang Thon. In: Chris Bunch: Die Drachenkrieger. 2007.
- Dragonmaster: The Omnibus Edition (Sammelausgabe von 1–3; 2007, Sammelausgabe)
  - Deutsch: Die Drachenkrieger : Drei Romane in einem Band. Übersetzt von Wolfgang Thon. Blanvalet Fantasy #24199, München 2007, ISBN 978-3-442-24199-6

Star Risk (Romane)
- 1 Star Risk, Ltd. (2002)
- 2 The Scoundrel Worlds (2003)
- 3 The Doublecross Program (2004)
- 4 The Dog from Hell (2005)

Werewolf
- 1 The Wolf Who Thought He Was A Man (2011)
- 2 The Black Ship (2011)
- 3 Let Us Prey (2011)
- 4 Nightmare In Blue (2011)
- 5 Wolfhunt (2011)
- 6 Big Daddy (2011)
- 7 King Of The Road (2011)
- 8 A Material Girl (2011)
- 9 Amazing Grace (2011)
- To Dream of Wolves (2011, 2 Teile)

Romane
- The Warrior Returns (1996; mit Allan Cole)
  - Deutsch: Die Rückkehr der Kriegerin. Übersetzt von Jörn Ingwersen. In: Chris Bunch: Die Reise in die Fernen Königreiche. Übersetzt von Jörn Ingwersen. Blanvalet #24379, München 2006, ISBN 3-442-24379-3.
- The Empire Stone (2000)
  - Deutsch: Der Stein der Macht. Übersetzt von Bernhard Schmid. Goldmann #24965, 2000, ISBN 3-442-24965-1.
- Corsair (2001)
  - Deutsch: Der Pirat von Saros. Übersetzt von Bernt Kling. Blanvalet Taschenbuch #24964, 2001, ISBN 3-442-24964-3.
- City of Night (2006)

Sammlungen
- The Vampires of Malibu High and Other Strange Concoctions (2006)

Kurzgeschichten
1995:
- A Matter of Honor (in: Realms of Fantasy, October 1995)
  - Deutsch: Eine Frage der Ehre. Übersetzt von Jörn Ingwersen. In: Melissa Andersson (Hrsg.): Das große Lesebuch der Fantasy. Goldmann Fantasy #24665, 1995, ISBN 3-442-24665-2.
- Amp (in: Absolute Magnitude, Fall 1995; auch: Amps, 1997)

1997:
- Animals Like Us (in: Absolute Magnitude, Fall/Winter 1997)

1998:
- Backblast (in: Absolute Magnitude, Summer 1998)
- A Simple, Honest Deal in Bombs (in: Absolute Magnitude, Spring 1998)

1999:
- The Death of a Respectable Man (in: Pirate Writings, #17, 1999)

2000:
- Queen Bee (in: Fantastic Stories of the Imagination #19, Spring 2000)

2001:
- The Man Who Smelled of Death (in: Absolute Magnitude, Summer 2001)
- Mirror (in: Absolute Magnitude, Spring 2001)
- The Stars Too Near (in: Absolute Magnitude, Autumn 2001)

2002:
- No Heroes in Inner Space (in: Absolute Magnitude & Aboriginal Science Fiction, Summer-Fall 2002)
- Thieves Fall Out (in: Fantastic Stories of the Imagination #23, Summer 2002)
- Tarnished Glory (2002, in: Harry Turtledove (Hrsg.): Alternate Generals II)

2003:
- City of Fire (in: Fantastic Stories of the Imagination #24, Spring 2003)
- This Sporting Life (in: Absolute Magnitude & Aboriginal Science Fiction, Fall 2003)
- Vampires of Malibu High (in: Dreams of Decadence #18, Fall 2003)

2005:
- I, Who Am Nothing (in: H. P. Lovecraft’s Magazine of Horror #2, Spring 2005)
- Triton (in: Absolute Magnitude, Spring 2005)
- Murdering Uncle Ho (2005, in: Harry Turtledove (Hrsg.): Alternate Generals III)
- The Drum (in: Fantastic Stories of the Imagination #26, Winter 2005)
- Gun, Not for Dinosaur (Reginald Rivers-Erzählung, 2005, in: Harry Turtledove (Hrsg.): The Enchanter Completed: A Tribute Anthology for L. Sprague de Camp)

2006:
- The Tomb of Bram Stoker (2006, in: Chris Bunch: The Vampires of Malibu High and Other Strange Concoctions)